# Heterocordylus
Heterocordylus is een geslacht van wantsen uit de familie blindwantsen. Het geslacht werd voor het eerst wetenschappelijk beschreven door Fieber in 1858 .

## Soorten
Het genus bevat de volgende soorten:

Subgenus Bothrocranum Reuter, 1876
- Heterocordylus carbonellus Seidenstücker, 1956
- Heterocordylus erythropthalmus (Hahn, 1833)
- Heterocordylus nausikaa Linnavuori, 1989
- Heterocordylus pectoralis Wagner, 1943

Subgenus Heterocordylus Fieber, 1858
- Heterocordylus alutaceus Kulik, 1965
- Heterocordylus benardi Horváth, 1914
- Heterocordylus cytisi Josifov, 1958
- Heterocordylus farinosus Horváth, 1887
- Heterocordylus genistae (Scopoli, 1763)
- Heterocordylus heissi Carapezza, 1990
- Heterocordylus italicus Kerzhner & Schuh, 1995
- Heterocordylus leptocerus (Kirschbaum, 1856)
- Heterocordylus malinus Slingerland, 1909
- Heterocordylus megara Linnavuori, 1972
- Heterocordylus montanus Lindberg, 1934
- Heterocordylus parvulus Reuter, 1881
- Heterocordylus pedestris Wagner, 1959
- Heterocordylus tibialis (Hahn, 1833)
- Heterocordylus tumidicornis (Herrich-Schäffer, 1835)